# Dragnet (1951)
Dragnet is een Amerikaanse dramaserie die op de Amerikaanse tv werd uitgezonden van 1951 tot 1959.

## Rolverdeling
| Acteur        | Personage              |
| ------------- | ---------------------- |
| Jack Webb     | Sgt. Joe Friday        |
| Olan Soule    | Ray Pinker             |
| Ben Alexander | Officer Frank Smith #2 |
| Vic Perrin    | Dr. Hall               |
| Walter Sande  | Capt. Lohrman          |
| Ralph Moody   | Charles Hopkins        |

## Murder Investigation
Dragnet kreeg een vervolg in de serie Murder Investigation.